# Ursmarus van Lobbes

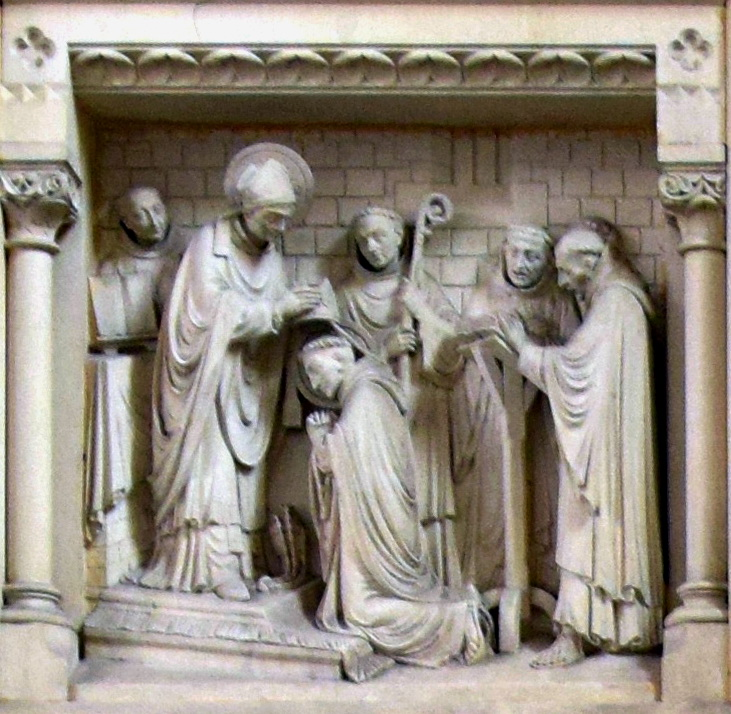
Sint-Ursmarus wordt in 691 tot abt gewijd door (vermoedelijk) de bisschop van Maastricht, Sint-Lambertus (19e-eeuws reliëf in de Sint-Ursmaruskerk van Lobbes)

Ursmarus van Lobbes (Floyon, 27 juli 644 - Lobbes, 18 april (?) 713) was een benedictijn, abt, koorbisschop en missionaris in de Lage Landen. In de rooms-katholieke en orthodoxe kerk wordt hij als heilige vereerd. Zijn naamdag is 18 april. Hij is patroon van kinderen die moeite hebben met te leren stappen.

## Leven
De ouders van Ursmarus waren Franken. Al op jonge leeftijd vervoegde hij het door Landelinus van Crespin gestichte klooster te Lobbes bij Charleroi, in het bisdom Kamerijk. Landelinus (of Sint-Amandus) wijdde hem in 670 tot priester. In het bos bij Wallers bouwde Ursmarus vervolgens een aan Sint-Michiel gewijde kapel, die hij van tijd tot tijd als kluis gebruikte. Omdat Landelin veel tijd in eenzaamheid doorbracht waardoor de discipline in Lobbes verslapte, liet hij zich nog tijdens zijn leven door Ursmarus opvolgen als prior. Na Landelinus' dood in 686 volgde Ursmarus hem op als abt van Aulne. In 689 werd hij benoemd tot abt van Lobbes en wijbisschop van de streek Thiérache, vermoedelijk door Pepijn van Herstal. De bisschopswijding vond plaats in 691.

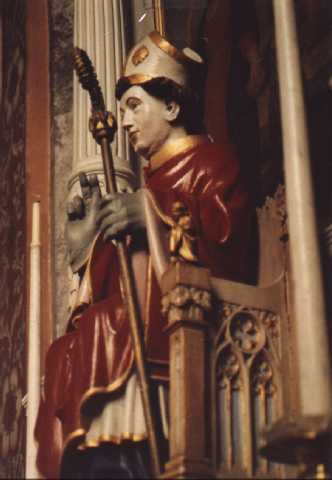
Standbeeld van Ursmarus van Lobbes.

Vanuit Lobbes preekte en missioneerde Ursmarus in het huidige België. Onder zijn bewind vergrootte de abdij van Lobbes haar bezittingen. Hij voltooide de kloostergebouwen en leidde de bouw van de kloosterkerk, die in 697 werd ingewijd met Petrus en Paulus als patronen. Omdat hij daar een uit Rome meegebracht reliek van Petrus had ondergebracht, wenste hij niet dat er andere mensen begraven zouden worden. Dat is hoe de overlevering verklaart dat hij een tweede kerk stichtte, de nog bestaande Sint-Ursmaruskerk (voorheen Onze-Lieve-Vrouwekerk), op de hoogte boven Lobbes. In zijn heiligenleven wordt hij afgeschilderd als een streng asceet, ijverig missionaris en wonderdoener. Om gezondheidsredenen moest hij in 711 zijn ambt opgeven. Zijn leerling Ermin volgde hem op als abt-bisschop.

## Dood en heiligverklaring

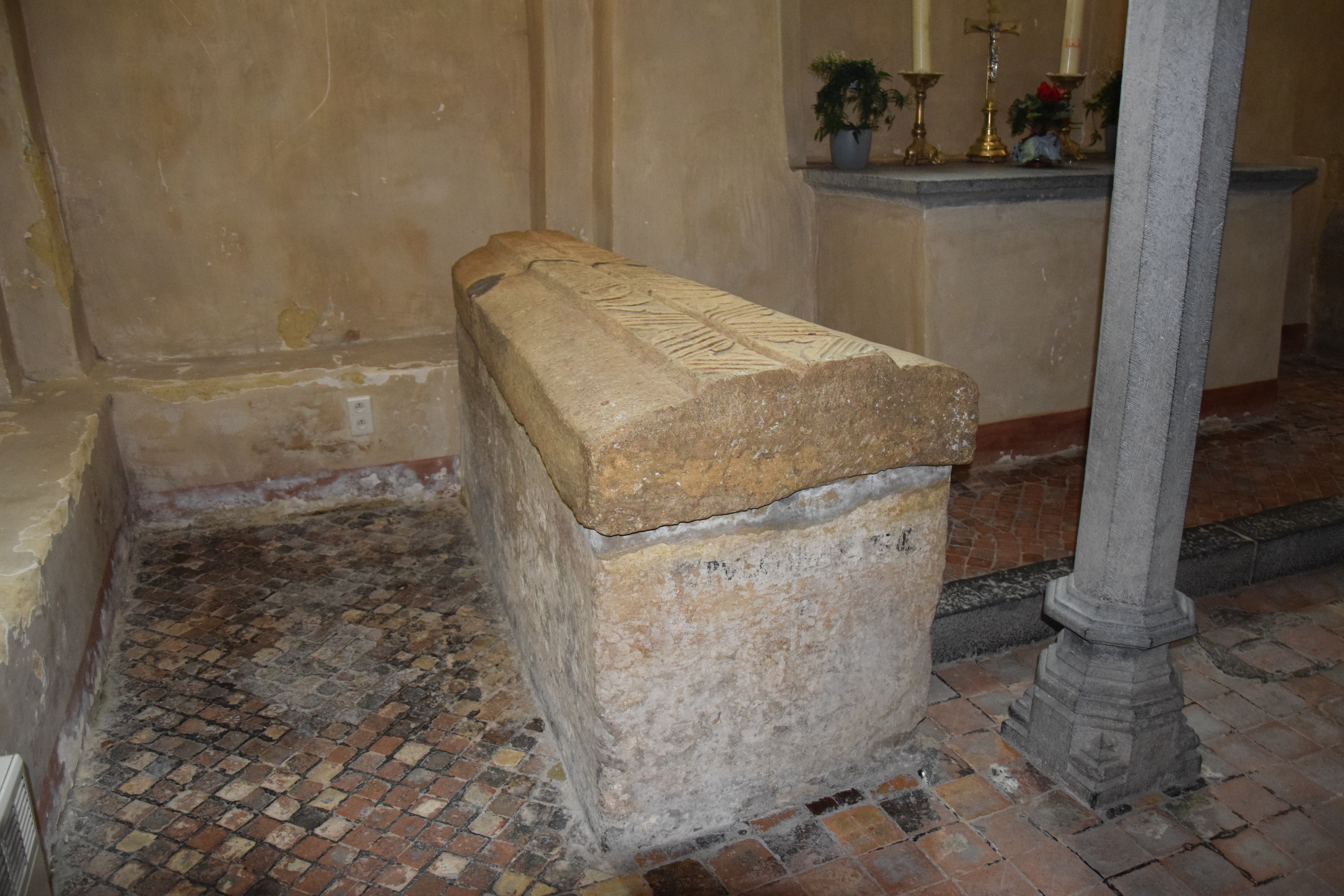
Sarcofaag in de crypte van de Sint-Ursmaruskerk in Lobbes

Ursmarus stierf in 713 en werd bijgezet in de Onze-Lieve-Vrouwekerk, de grafkerk van de abdij van Lobbes. Zijn sarcofaag (en die van zijn opvolger Sint-Ermin) is bewaard gebleven in de crypte van deze kerk, thans Sint-Ursmaruskerk genoemd. Op 26 maart 823 werd zijn gebeente verheven in aanwezigheid van bisschop Halitgar van Kamerijk. Zijn relieken werden in 1408 overgebracht naar de Sint-Ursmaruskerk in Binche, waar nog steeds een reliekbuste en twee reliekschrijntjes worden bewaard.
Zijn vita is geschreven door een latere abt van Lobbes, Heriger van Lobbes.